# Lucigadus nigromarginatus
Lucigadus nigromarginatus és una espècie de peix de la família dels macrúrids i de l'ordre dels gadiformes.

## Hàbitat
És un peix d'aigües profundes que viu entre 247-717 m de fondària.

## Distribució geogràfica
Es troba a l'oest del Pacífic.